# Pratt & Whitney PW2000

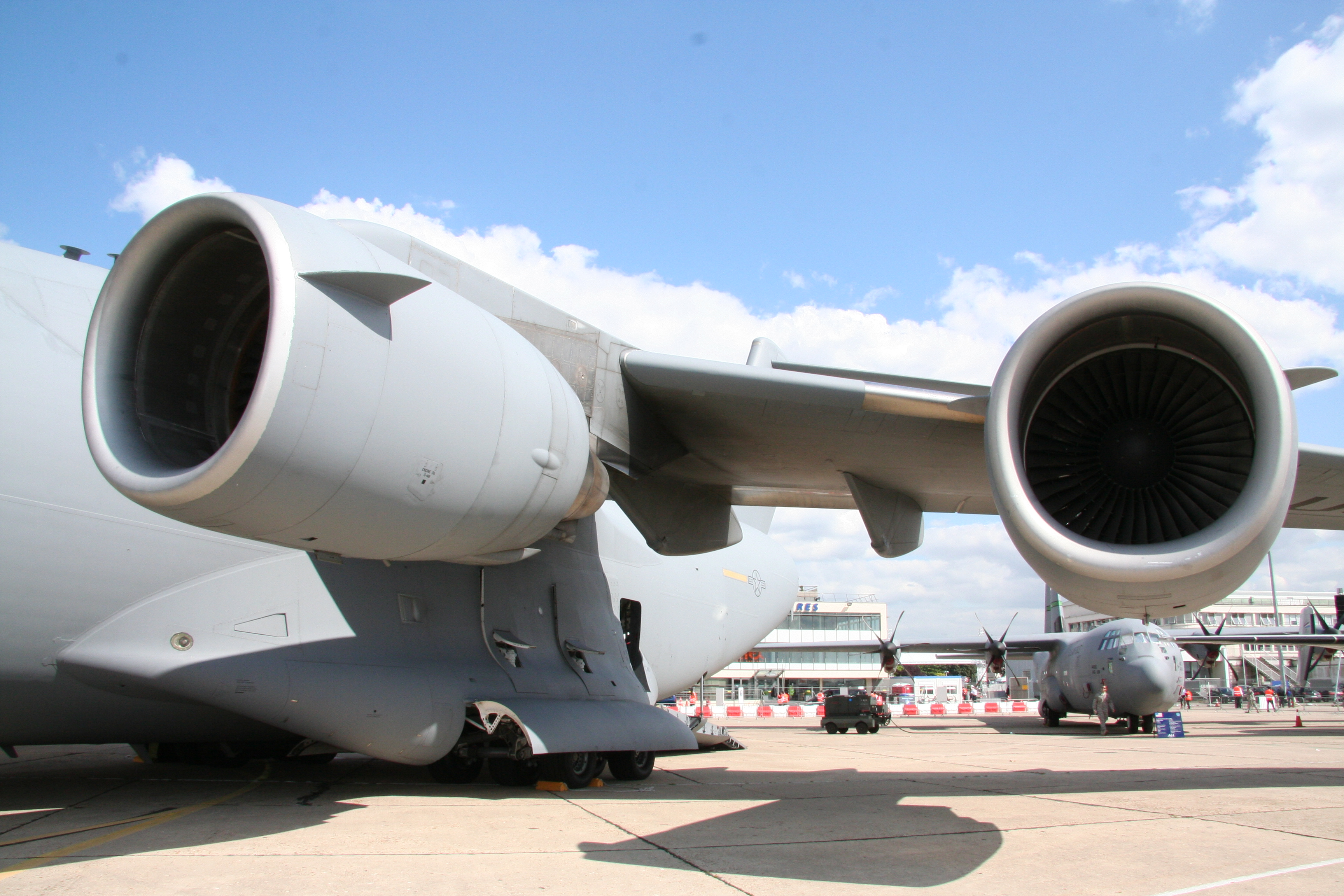
Silniki F117 zamontowane na samolocie C17

PW2000 – seria turbowentylatorowych, dwuprzepływowych silników lotniczych o dużym stosunku dwuprzepływowości. Wytwarzane są przez amerykańską firmę Pratt & Whitney. Silnik został zaprojektowany do samolotu Boeing 757.
Oznaczenie militarne silnika to F117.

## Projekt
Prace nad nowym silnikiem rozpoczęły się w pierwszej połowie lat 80. XX w. Silnik posiada całkowicie autonomiczny cyfrowy system sterowania silnika FADEC, który został certyfikowany w 1984. Był to pierwszy silnik lotniczy przeznaczony do użytku cywilnego z systemem FADEC.
Pierwszy model z serii PW2000 – PW2037 napędzał samolot Boeing 757-200, pierwszą linią, do której trafiły te samoloty z silnikami PW była Delta Air Lines. 
Oprócz zastosowań cywilnych silniki PW2000 są używane także przez wojsko. Od 1991 napędzają one wojskowe samoloty transportowe C-17 Globemaster III. Oznaczenie silników z serii PW2000 dla wojska to F117-PW-100.
Silnik napędzał również samolot Ił-96M, pierwszy lot wykonano w 1993, jednak samolot nie przyjął się na rynku i wyprodukowano tylko jeden egzemplarz.
Ostatnia wersja rozwojowa pochodzi z 1994 znana jako PW2043. Wytwarza ciąg maksymalny o sile 190 kN. Starsze modele z serii PW2000 mogą przejść konwersję do modelu PW2043.
Silniki PW2000 mogą posiadać 180-minutowy ETOPS.